# NGC 4027A
NGC 4027A (другие обозначения — ESO 572-36, MCG -3-31-7, VV 66, ARP 22, PGC 37772) — галактика в созвездии Ворон.
Этот объект не входит в число перечисленных в оригинальной редакции «Нового общего каталога» и был добавлен позднее.
Галактика NGC 4027A входит в состав группы галактик NGC 4038. Помимо NGC 4027A в группу также входят ещё 25 галактик.